# Zagłębie Lubin

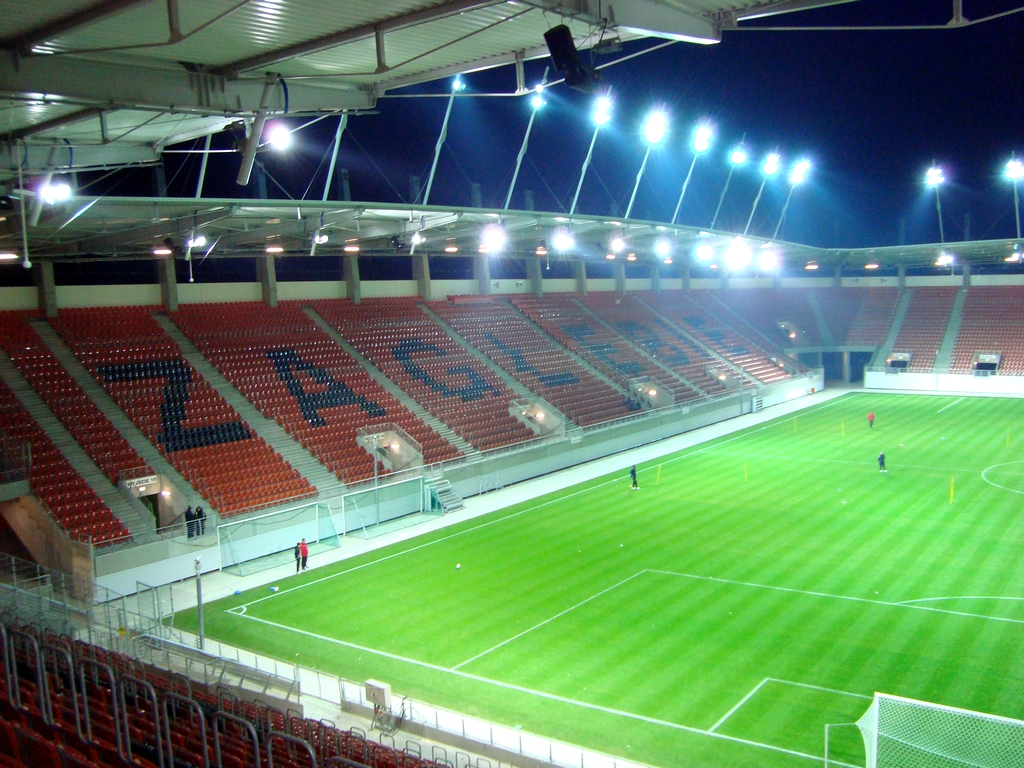
Stadion Zagłębia Lubin

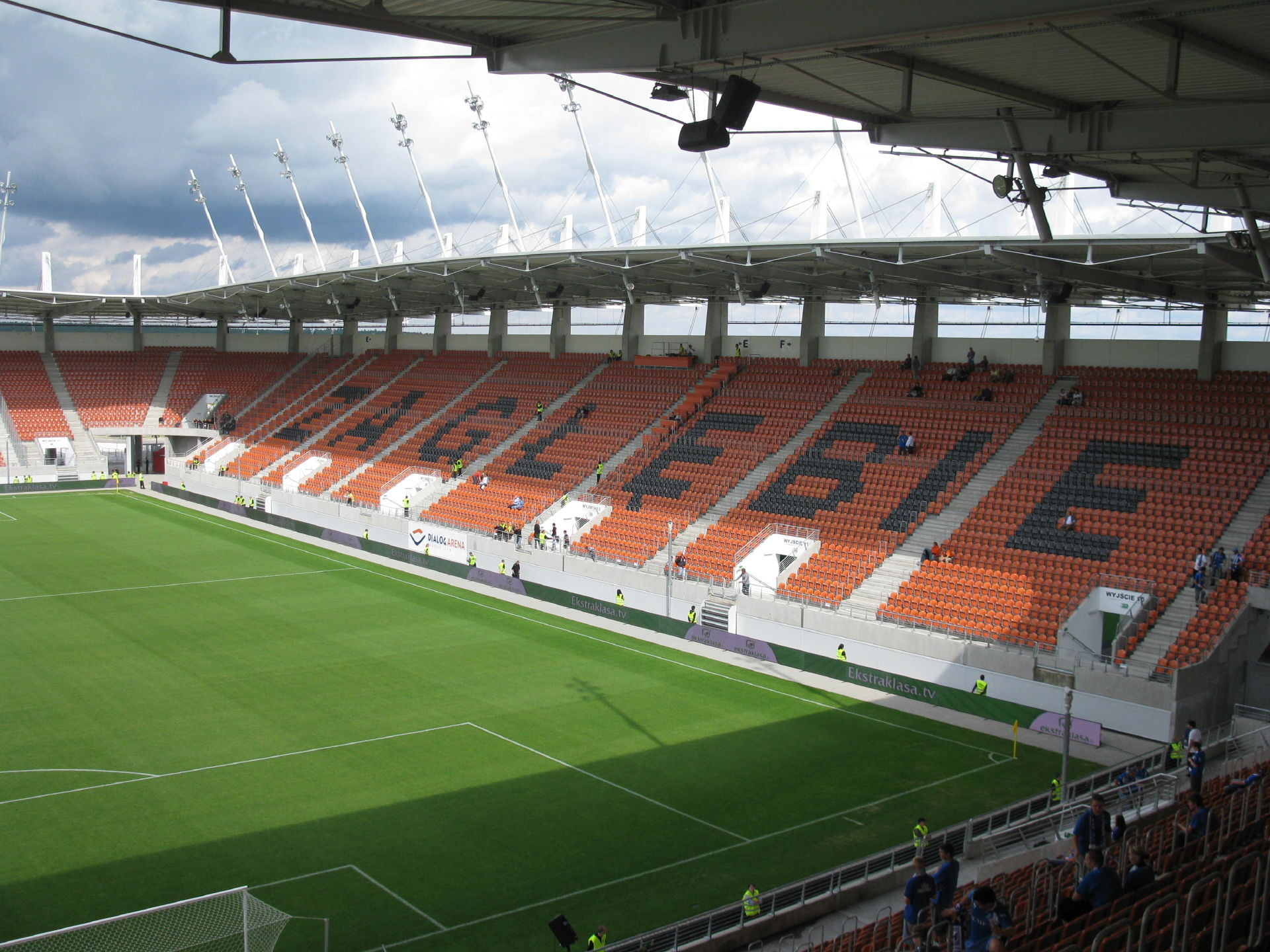
Het stadion van Zagłębie Lubin

Zagłębie Lubin (uitspraak: [zaˈɡwɛmbʲɛ ˈlubin], ong. zagwembië loebien ["g" als in zakdoek]) is een Poolse voetbalclub uit de stad Lubin. Zagłębie is opgericht 10 september 1945. De club speelt sinds het seizoen 2009/10 weer in de hoogste Poolse voetbalcompetitie, de Ekstraklasa. In het seizoen 2006/07 werd Zagłębie landskampioen na een lange strijd om het kampioenschap met GKS Bełchatów. In het seizoen 2013/2014 volgde degradatie naar de I liga. De clubkleuren zijn oranje-wit-groen.

## Erelijst
- Landskampioen:

Winnaar (2): 1990/1991, 2006/2007
Tweede (1): 1989/1990
Derde (1): 2005/2006
- Nationale beker:

Finalist (3): 2004/2005, 2005/2006, 2013/2014
Halvefinalist (2): 1978/1979, 2000/2001
- Poolse Supercup:

Winnaar (1): 2007
Finalist (1): 1991
- Leaguebeker van Polen:

Finalist (1): 2000/2001

## Corruptie
Wegens een corruptieaffaire was Zagłębie in januari 2008 veroordeeld door de Poolse voetbalbond tot degradatie na het huidige seizoen. In het seizoen 2008/2009 zal Zagłębie degraderen naar de nieuwe eerste liga en een boete krijgen van honderdduizend złoty. Daarnaast zou de club met tien punten aftrek het nieuwe seizoen beginnen. Maar de club ging succesvol in beroep en zal volgend seizoen toch in de Ekstraklasa blijven spelen.
Zagłębie Lubin was na Widzew Łódź de tweede club die in 2008 veroordeeld is tot degradatie. In 2007 werden al meerdere clubs veroordeeld tot het spelen in een lagere divisie.

## In Europa
Zagłębie Lubin speelt sinds 1990 in diverse Europese competities. Hieronder staan de competities en in welke seizoenen de club deelnam:
- Champions League (1x)

2007/08
- Europacup I (1x)

1991/92
- Europa League (1x)

2016/17
- UEFA Cup (3x)

1990/91, 1995/96, 2006/07
- Intertoto Cup (4x)

1996, 2000, 2001, 2002